# District de Kitzbühel
Pour les articles homonymes, voir Kitzbühel (homonymie).
Le district de Kitzbühel est une subdivision territoriale de l'État du Tyrol en Autriche.

## Géographie

### Lieux voisins
| district de Kufstein | arrondissement de Traunstein (Bavière) |                                             |
|                      |                                        |                                             |
| district de Schwaz   |                                        | district de Zell am See (land de Salzbourg) |

## Communes
Le district comporte 20 communes :
- Aurach bei Kitzbühel (1203)
- Brixen im Thale (2574)
- Fieberbrunn (4180)
- Going am Wilden Kaiser (1730)
- Hochfilzen (1109)
- Hopfgarten im Brixental (5266)
- Itter (1060)
- Jochberg (1540)
- Kirchberg in Tirol (4958)
- Kirchdorf in Tirol (3492)
- Kitzbühel (8574)
- Kössen (3936)
- Oberndorf in Tirol (1944)
- Reith bei Kitzbühel (1594)
- St. Jakob in Haus (635)
- St. Johann in Tirol (8214)
- St. Ulrich am Pillersee (1441)
- Schwendt (763)
- Waidring (1777)
- Westendorf (3454)

## Lieux remarquables
- Schleierfall